# (29437) Marchais
(29437) Marchais (1997 LG1) – planetoida z pasa głównego asteroid okrążająca Słońce w ciągu 3,54 lat w średniej odległości 2,32 j.a. Odkryta 7 czerwca 1997 roku.